# Helmut Etschenberg

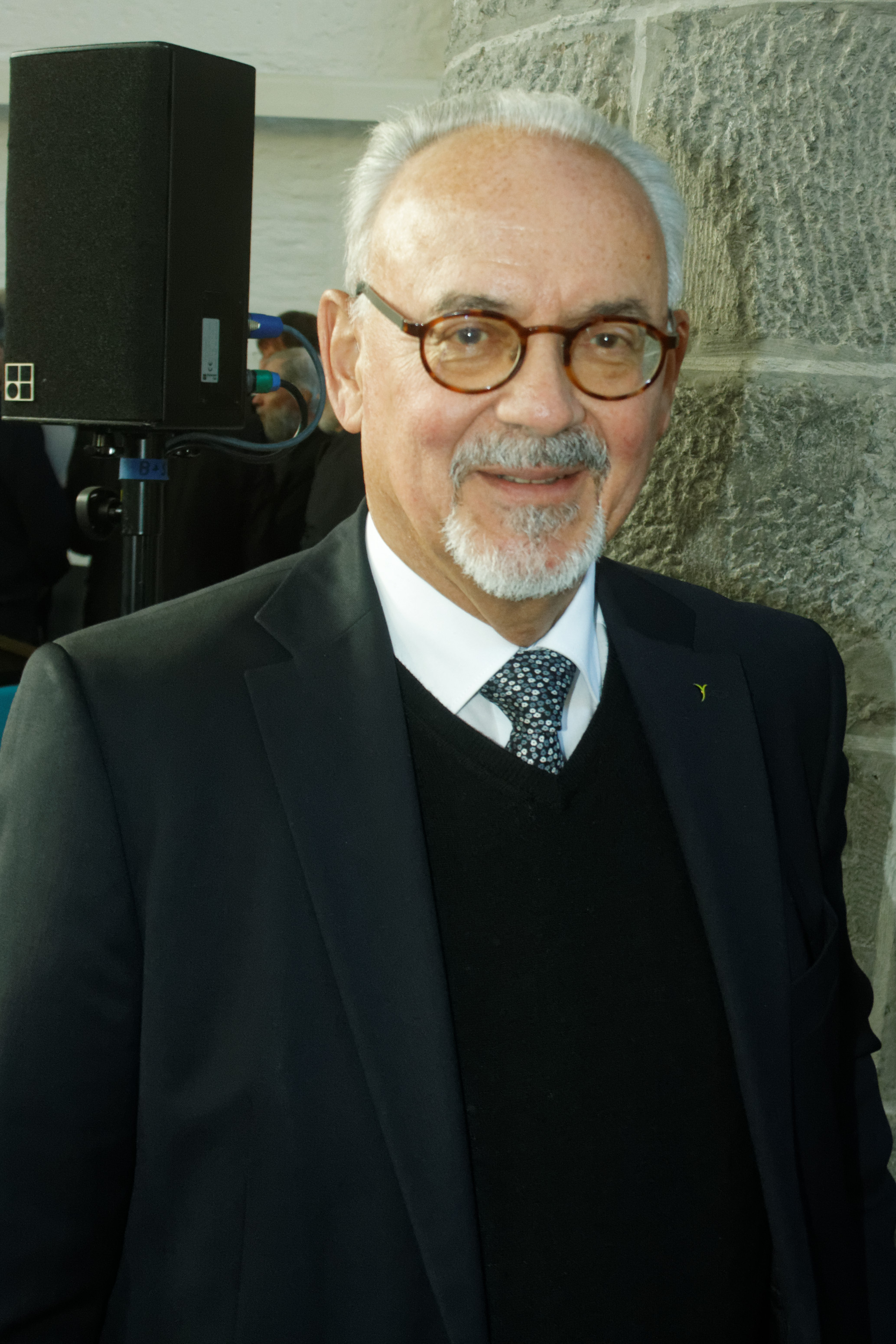
Helmut Etschenberg Volkstrauertag 2018

Helmut Etschenberg (* 20. Juni 1947 in Aachen) ist ein deutscher Kommunalpolitiker der CDU und ehemaliger Städteregionsrat der Städteregion Aachen, Nordrhein-Westfalen. Er ist verheiratet und Vater zweier Kinder. Etschenberg engagiert sich in mehreren Vereinen auf lokaler und regionaler Ebene, unter anderem als Vorsitzender des Deutschen Roten Kreuzes Ortsverband Monschau.

## Berufliche und politische Laufbahn
Im Jahr 1968 trat Etschenberg zunächst in den gehobenen und nach Abschluss seines Abendstudiums zum Dipl.-Kommunalbeamten 1973 in den höheren Verwaltungsdienst des ehemaligen Kreises Aachen ein. 1978 wechselte er zur Stadt Monschau, zunächst als 1. Beigeordneter; 1979 wurde er dann vom dortigen Stadtrat zum Stadtdirektor gewählt. In diesem Amt blieb er 14 Jahre, bis er 1993 als gewählter Kreisdirektor und Dezernent für Soziales, Jugend und Schule zum Kreis Aachen zurückkehrte. In diesen Ämtern verblieb er bis zu seiner Wahl zum ersten Städteregionsrat der neu geschaffenen Städteregion Aachen bei den Kommunalwahlen 2009. Wegen dieser Funktion ist Helmut Etschenberg am 29. Januar 2010 Vorsitzender des Verwaltungsrates der Sparkasse Aachen geworden. Am 15. Juni 2014 gewann er die Stichwahl zum Städteregionsrat gegen die SPD-Kandidatin Christiane Karl mit 52,2 % bei einer Wahlbeteiligung von 22,22 %.
Am 20. Juni 2018 gab er bei einem Frühstück anlässlich seines 71. Geburtstages den vorzeitigen Rücktritt zum Ende des Jahres bekannt. Selbst enge Parteifreunde waren von der Entscheidung des Städteregionsrates überrascht. Sein Nachfolger wurde zum 1. Januar 2019 Tim Grüttemeier.